# Dombrücke

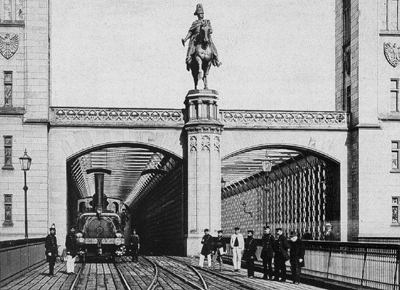
Dombrücke mit Lok der Köln-Mindener Eisenbahn-Gesellschaft, um 1867

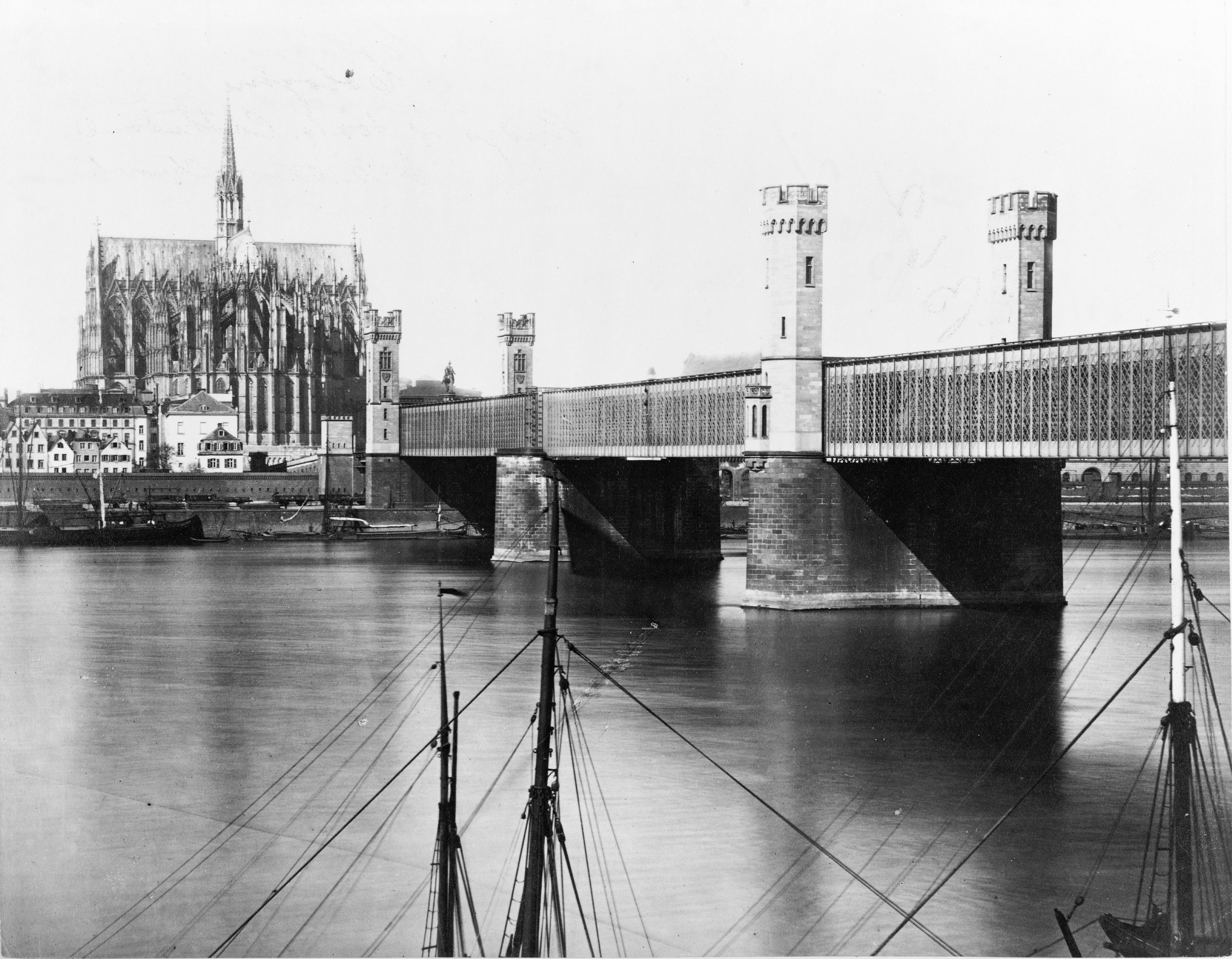
Dombrücke, um 1870

Die Dombrücke war eine Eisenbahn- und Straßenbrücke über den Rhein in Köln und die direkte Vorgängerin der heutigen Hohenzollernbrücke. Sie wurde ab 1855 gebaut und Anfang Oktober 1859 zusammen mit dem ersten Kölner „Centralbahnhof“ auf der Maximinenstraße eröffnet. Gleichzeitig wurde eine neue ebenerdige Gleisstrecke durch die Altstadt angelegt.
Mit dem Neubau des Hauptbahnhofs 1894 genügte die Dombrücke nicht mehr dem gewachsenen Verkehr und wurde nach rund fünfzig Jahren Betrieb durch die 1911 eröffnete Hohenzollernbrücke ersetzt.

## Lage
Die Dombrücke lag bei Rheinstromkilometer 688,5 in der Längsachse des Kölner Doms. Die Lage des südlichen Brückenteils der heutigen Hohenzollernbrücke entspricht in etwa der des Bahnbrückenteils der Dombrücke.

## Bedeutung
Die Brücke war die zweite Eisenbahnbrücke über den Rhein nach der wesentlich kürzeren in Waldshut, die wenige Monate vorher, am 18. August 1859, eröffnet worden war. Die Dombrücke wurde auch „Feste Brücke“ genannt, weil sie nach der römischen Brücke aus dem 4. Jahrhundert die erste „feste“ Rheinquerung zwischen Basel und den Niederlanden war. Zuvor hatte es im Mittelalter eine „Fliegende Brücke“ / Gierponte, eine Pendelfähre, und in preußischer Zeit die Deutzer Schiffbrücke, eine Pontonbrücke, gegeben.

## Bau

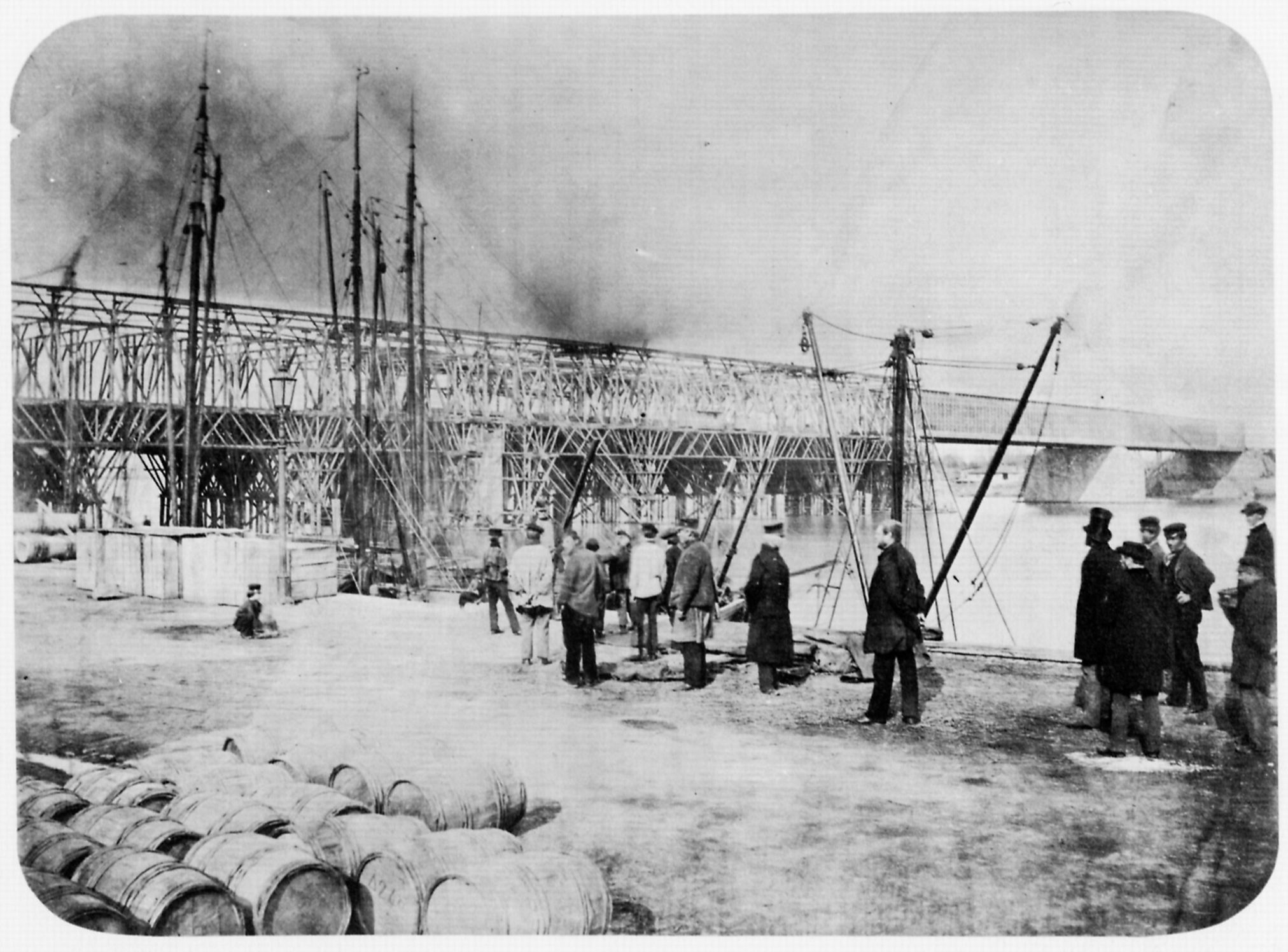
Bau der Dombrücke, 1859

Bis zum Bau der Dombrücke endeten die verschiedenen rechts- und linksrheinischen Bahnstrecken auf den gegenüberliegenden Rheinufern ohne direkte Verbindung. Reisende und Güter mussten den Rhein über eine Schiffsbrücke oder mit Fähren queren.
Insbesondere die Köln-Mindener Eisenbahn-Gesellschaft drängte zu einem Brückenbau und wurde schließlich auch Bauherrin der Brücke. Die Stadt hatte aufgrund des steigenden Verkehrs mit den rechtsrheinischen Gebieten Interesse an einer Straßenbrücke und beteiligte sich an den Kosten. Der Rat der Stadt Köln wandte sich 1847 an König Friedrich Wilhelm IV., der über das Ministerium für Handel, Gewerbe und öffentliche Arbeiten den preußischen Oberbaurat Lentze mit der Planung beauftragte. Er konzipierte eine doppelte Brücke, eine Straßenbrücke (südlich, stromauf) und eine zweigleisige Eisenbahnbrücke (nördlich, stromab). Die Straßenführung endete auf der westlichen Seite mit einer geraden Rampe nordöstlich des Kölner Doms.
Mit den Erdarbeiten wurde am 6. Juni 1855 begonnen, die Grundsteinlegung fand am 3. Oktober 1855 statt, eingeweiht wurde die Brücke am 3. Oktober 1859. Die von dem Berliner Hofbaurat Heinrich Strack entworfenen Brückenportale sollen allerdings erst nach der offiziellen Inbetriebnahme fertiggestellt worden sein. Sie waren in grauem Udelfanger Sandstein errichtet.

## Technische Parameter
Die Brücke überspannte den Rhein mit vier Öffnungen für die Schifffahrt, die jeweils 99 Meter weit waren. Die Breite der Brücke betrug 16,73 m, davon 8,16 m für die zweigleisige Eisenbahnbrücke und 8,47 m für die Straßenbrücke. Die Eisenkonstruktion entwarf der Ingenieur Hermann Lohse. Sie bestand aus insgesamt vier Gitterträgern (je zwei nebeneinander und zwei hintereinander), die als Durchlaufträger jeweils zwei Öffnungen überspannten. Weil die aus einem engmaschigen Netz diagonaler Stäbe bestehenden Seiten der Gitterträger an einen Käfig erinnerten und die Enden der Brücke zudem mit schweren Eisentoren verschlossen werden konnten, wurde sie im Volksmund auch „Mausefalle“ (Mundart: „Muusfall“) genannt. Die Baukosten wurden vierzig Jahre später auf fast 12 Millionen Mark beziffert, dürften also 1859 bei fast 4 Millionen (preußischen) Talern gelegen haben.
Bedingt durch die 1890 durchgeführte Höherlegung der Gleise im Stadtgebiet nordwestlich des Bahnhofs (um die dortigen Bahnübergänge durch Unterführungen zu ersetzen), mussten auch innerhalb des Bahnhofs und bis auf die halbe Länge der Dombrücke die Schienen angehoben werden. Während die Veränderungen an den Gitterträgern über dem Rhein kaum wahrnehmbar waren, wurde die Brücke über der westlichen Uferstraße (Frankenwerft) stark umgebaut, um das Gleisvorfeld mit den verteilenden Weichen bis zur Uferlinie erweitern zu können.